# Extraliga (Tschechien, Schach) 2017/18
Die Extraliga 2017/18 war die 26. Spielzeit der tschechischen Extraliga im Schach.

## Teilnehmende Mannschaften
Für die Extraliga hatten sich mit 1. Novoborský ŠK, Výstaviště Lysá nad Labem, GASCO Pardubice, ŠK Slavoj Ostrava-Poruba, BŠS Frýdek-Místek, ŠK Labortech Ostrava, ŠK města Lysá nad Labem, ŠK DURAS BVK Královo Pole, Unichess und Tatran Litovel die elf Erstplatzierten der Saison 2016/17 (mit Ausnahme des ŠK AD Jičín, der seine Mannschaft zurückzog) qualifiziert, außerdem waren aus der 1. liga západ 2016/17 der ŠK ZIKUDA Turnov und aus der 1. liga východ 2016/17 Moravská Slavia Brno aufgestiegen.
Zu den gemeldeten Mannschaftskadern der teilnehmenden Vereine siehe Mannschaftskader der Extraliga (Tschechien, Schach) 2017/18.

## Modus
Die zwölf Mannschaften spielten ein einfaches Rundenturnier, über die Platzierungen entschieden zunächst die Mannschaftspunkte (3 Punkte für einen Sieg, 1 Punkt für ein Unentschieden, 0 Punkte für eine Niederlage), anschließend die Brettpunkte (1 Punkt für einen Sieg, 0,5 Punkte für ein Remis, 0 Punkte für eine Niederlage).

## Spieltermine
Die Wettkämpfe fanden statt am 18. und 19. November, 2. und 3. Dezember 2017, 13. und 14. Januar, 10. und 11. Februar, sowie vom 6. bis 8. April 2018.

## Saisonverlauf
Der Titelverteidiger 1. Novoborský ŠK setzte sich überlegen durch. Tatran Litovel stand vorzeitig als Absteiger fest, die Entscheidung über den zweiten Absteiger fiel in der letzten Runde gegen den ŠK města Lysá nad Labem.

## Tabelle
| Pl. | Verein                    | Sp | G  | U | V  | MP | Brett-P.  |
| --- | ------------------------- | -- | -- | - | -- | -- | --------- |
| 01. | 1. Novoborský ŠK (M)      | 11 | 11 | 0 | 0  | 33 | 69,0:19,0 |
| 02. | Výstaviště Lysá nad Labem | 11 | 7  | 1 | 3  | 22 | 53,5:34,5 |
| 03. | ŠK ZIKUDA Turnov (N)      | 11 | 7  | 1 | 3  | 22 | 49,5:38,5 |
| 04. | ŠK Labortech Ostrava      | 11 | 7  | 0 | 4  | 21 | 49,5:38,5 |
| 05. | ŠK Slavoj Poruba          | 11 | 7  | 0 | 4  | 21 | 48,0:40,0 |
| 06. | GASCO Pardubice           | 11 | 6  | 1 | 3  | 19 | 51,0:37,0 |
| 07. | BŠŠ Frýdek-Místek         | 11 | 4  | 2 | 6  | 14 | 41,5:46,5 |
| 08. | Moravská Slavia Brno (N)  | 11 | 4  | 1 | 6  | 13 | 40,0:48,0 |
| 09. | Unichess                  | 11 | 3  | 2 | 6  | 11 | 40,0:48,0 |
| 10. | ŠK DURAS BVK Královo Pole | 11 | 3  | 1 | 7  | 10 | 40,5:47,5 |
| 11. | ŠK města Lysá nad Labem   | 11 | 2  | 1 | 8  | 7  | 32,5:55,5 |
| 12. | Tatran Litovel            | 11 | 0  | 0 | 11 | 0  | 13,0:75,0 |

## Entscheidungen
|     | Tschechischer Meister: 1. Novoborský ŠK                           |
|     | Absteiger in die 1. liga: ŠK města Lysá nad Labem, Tatran Litovel |
| (M) | Meister der letzten Saison                                        |
| (N) | Aufsteiger der letzten Saison                                     |

## Kreuztabelle
| Ergebnisse | Ergebnisse                | 01. | 02. | 03. | 04. | 05. | 06. | 07. | 08. | 09. | 10. | 11. | 12. |
| ---------- | ------------------------- | --- | --- | --- | --- | --- | --- | --- | --- | --- | --- | --- | --- |
| 01.        | 1. Novoborský ŠK          |     | 5½  | 7   | 6½  | 5½  | 5   | 6½  | 7½  | 5½  | 6½  | 6½  | 7   |
| 02.        | Výstaviště Lysá nad Labem | 2½  |     | 4   | 4½  | 3   | 3½  | 4½  | 6½  | 6   | 5½  | 6   | 7½  |
| 03.        | ŠK Zikuda Turnov          | 1   | 4   |     | 3½  | 4½  | 4½  | 6½  | 4½  | 3   | 5½  | 6   | 6½  |
| 04.        | ŠK Labortech Ostrava      | 1½  | 3½  | 4½  |     | 3½  | 4½  | 3½  | 5   | 6½  | 4½  | 5½  | 7   |
| 05.        | ŠK Slavoj Poruba          | 2½  | 5   | 3½  | 4½  |     | 3   | 5   | 5   | 2½  | 4½  | 5½  | 7   |
| 06.        | GASCO Pardubice           | 3   | 4½  | 3½  | 3½  | 5   |     | 3½  | 5   | 5   | 4   | 7½  | 6½  |
| 07.        | BŠŠ Frýdek-Místek         | 1½  | 3½  | 1½  | 4½  | 3   | 4½  |     | 4   | 4   | 5   | 3½  | 6½  |
| 08.        | Moravská Slavia Brno      | ½   | 1½  | 3½  | 3   | 3   | 3   | 4   |     | 5   | 4½  | 5   | 7   |
| 09.        | Unichess                  | 2½  | 2   | 5   | 1½  | 5½  | 3   | 4   | 3   |     | 3   | 4   | 6½  |
| 10.        | ŠK Duras Královo Pole     | 1½  | 2½  | 2½  | 3½  | 3½  | 4   | 3   | 3½  | 5   |     | 4½  | 7   |
| 11.        | ŠK města Lysá nad Labem   | 1½  | 2   | 2   | 2½  | 2½  | ½   | 4½  | 3   | 4   | 3½  |     | 6½  |
| 12.        | Tatran Litovel            | 1   | ½   | 1½  | 1   | 1   | 1½  | 1½  | 1   | 1½  | 1   | 1½  |     |

## Die Meistermannschaft
| 1.            | 1. Novoborský ŠK |
| Schachfiguren | P. Harikrishna, Radosław Wojtaszek, Nikita Witjugow, David Navara, Wang Hao, K. Sasikiran, Markus Ragger, Viktor Láznička, Alexei Schirow, Mateusz Bartel, Vlastimil Babula, Štěpán Žilka, Tadeáš Kriebel, Petr Hába |